# Mistero della fede
In molte forme di Cristianità un mistero della fede è un concetto religioso che indica una verità rivelata costitutiva della Fede. Due tra esse, precisamente l'Unità e Trinità di Dio (cioè Padre, Figlio e Spirito Santo sono tre Persone distinte e, al contempo, una sola) e l'incarnazione di Gesù (comprese tutte le conseguenze: passione, morte e risurrezione), sono quelle fondamentali alle quali aderiscono molte confessioni cristiane anche se non tutte: ad esempio i mormoni e i testimoni di Geova sono confessioni antitrinitarie e nel cristianesimo originario non esisteva nessun tipo di mistero al riguardo (“Prima della fine del IV secolo la formula ‘un Dio in tre persone’ non era solidamente attestata, e certo non era stata completamente assimilata dalla vita cristiana e dalla sua professione di fede. Ma è esattamente questa formulazione che vanta per prima il titolo di dogma trinitario. Fra i Padri Apostolici, non c’è stato nulla che si avvicinasse sia pure remotamente a una tale mentalità o veduta”). 
Nel Cattolicesimo con la massima ampiezza e, in misura diversa, anche in molte denominazioni cristiane, altre verità dogmatiche si aggiungono a queste per costituire il complesso della dottrina, sia pur nelle sue varie accentuazioni e sfaccettature; è il caso, ad esempio, dei dogmi mariani, oppure dell'azione santificante dei sacramenti.
Sempre secondo l'interpretazione cattolica, il termine mistero non ha il significato comune di argomento incomprensibile e problematico, oppure di fenomeno del quale non si riesce a trovare la causa e la spiegazione, ma di "manifestazione di Dio agli uomini", allo scopo di renderli partecipi della Sua grazia e della Sua vita; come atto divino, esso è al di sopra della ragione umana, perché nessun uomo può avere conoscenza piena ed esaustiva di Dio, ma non è contro la ragione la quale, sostenuta e illuminata dalla Rivelazione, permette la comprensione analogica e mediata della grandezza di Dio.